# Challenger de Aptos
El Comerica Bank Challenger es un torneo de tenis celebrado en Aptos, Estados Unidos desde el año 1988. El evento forma parte del ATP Challenger Tour y se juega en canchas duras.

## Finales anteriores

### Individuales
| Año  | Campeón             | Finalista         | Resultado      |
| ---- | ------------------- | ----------------- | -------------- |
| 2017 | Alexander Bublik    | Liam Broady       | 6–2, 6–3       |
| 2016 | Daniel Evans        | Cameron Norrie    | 6–3, 6–4       |
| 2015 | John Millman        | Austin Krajicek   | 7–5, 2–6, 6–3  |
| 2014 | Marcos Baghdatis    | Mikhail Kukushkin | 7-67, 6-4      |
| 2013 | Bradley Klahn       | Daniel Evans      | 3-6, 7-65, 6-4 |
| 2012 | Steve Johnson       | Robert Farah      | 6–3, 6–3       |
| 2011 | Laurynas Grigelis   | Ilija Bozoljac    | 6–2, 7–6(4)    |
| 2010 | Marinko Matosevic   | Donald Young      | 6–4, 6–2       |
| 2009 | Chris Guccione      | Nick Lindahl      | 6–3, 6–4       |
| 2008 | Kevin Kim           | Andrea Stoppini   | 7–5, 6–1       |
| 2007 | Donald Young        | Bobby Reynolds    | 7–5, 6–0       |
| 2006 | Alex Kuznetsov      | Go Soeda          | 6–1, 7–6(4)    |
| 2005 | Andy Murray         | Rajeev Ram        | 6–4, 6–3       |
| 2004 | Kevin Kim           | Frank Dancevic    | 7–6(2), 6–3    |
| 2003 | Jeff Salzenstein    | Dmitry Tursunov   | 5–7, 7–5, 6–4  |
| 2002 | Brian Vahaly        | Noam Behr         | 2–6, 6–3, 6–2  |
| 2001 | Jeff Salzenstein    | Jeff Morrison     | 7–6(3), 6–4    |
| 2000 | Bob Bryan           | Kevin Kim         | 6–4, 6–7, 6–4  |
| 1999 | Michael Hill        | Harel Levy        | 6–7, 6–4, 6–2  |
| 1998 | Cecil Mamiit        | Takao Suzuki      | 6–7, 6–3, 6–2  |
| 1997 | Jan-Michael Gambill | Wade McGuire      | 6–0, 4–6, 6–3  |
| 1996 | Albert Chang        | Brian MacPhie     | 7–5, 6–3       |
| 1995 | Daniel Nestor       | Chris Woodruff    | 6–3, 5–7, 6–2  |
| 1994 | Shuzo Matsuoka      | Gianluca Pozzi    | 7–5, 6–3       |
| 1993 | Patrick Rafter      | Cristiano Caratti | 6–2, 6–3       |
| 1992 | Alex O'Brien        | Byron Black       | 6–4, 2–6, 6–1  |
| 1991 | Chuck Adams         | Bryan Shelton     | 6–3, 6–4       |
| 1990 | Henrik Holm         | Brian Garrow      | 1–6, 6–3, 7–6  |
| 1989 | Mark Kaplan         | Robbie Weiss      | 6–4, 6–4       |
| 1988 | Brad Pearce         | Tim Pawsat        | 6–3, 6–2       |

### Dobles
| Año  | Campeón                             | Finalista                             | Resultado           |
| ---- | ----------------------------------- | ------------------------------------- | ------------------- |
| 2017 | Jonathan Erlich Neal Skupski        | Alex Bolt Jordan Thompson             | 6–3, 2–6, [10–8]    |
| 2016 | Nicolaas Scholtz Tucker Vorster     | Mackenzie McDonald Ben McLachlan      | 6–75, 6–3, [10–8]   |
| 2015 | Chris Guccione Artem Sitak          | Yuki Bhambri Matthew Ebden            | 6–4, 7–62           |
| 2014 | Ruben Bemelmans Laurynas Grigelis   | Purav Raja Sanam Singh                | 6-3, 4-6, 11-9      |
| 2013 | Jonathan Erlich Andy Ram            | Chris Guccione Matt Reid              | 3-6, 7-65, 10-2     |
| 2012 | Rik de Voest John Peers             | Chris Guccione Frank Moser            | 6–7(5), 6–1, [10–4] |
| 2011 | Carsten Ball Chris Guccione         | John Paul Fruttero Raven Klaasen      | 7–6(5), 6–4         |
| 2010 | Carsten Ball Chris Guccione         | Adam Feeney Greg Jones                | 6–1, 6–3            |
| 2009 | Carsten Ball Chris Guccione         | Sanchai Ratiwatana Sonchat Ratiwatana | 6–3, 6–2            |
| 2008 | Noam Okun Amir Weintraub            | Todd Widom Michael Yani               | 6–2, 6–1            |
| 2007 | Rajeev Ram Bobby Reynolds           | John-Paul Fruttero Cecil Mamiit       | 6–7(5), 6–3, 10–7   |
| 2006 | Prakash Amritraj Rohan Bopanna      | Rajeev Ram Todd Widom                 | 3–6, 6–2, 10–6      |
| 2005 | Nathan Healey Eric Taino            | Harel Levy Noam Okun                  | 7–5, 7–6(4)         |
| 2004 | Huntley Montgomery Tripp Phillips   | Diego Ayala Eric Taino                | 7–6(3), 7–5         |
| 2003 | Jan Hernych Uros Vico               | Matias Boeker Travis Parrott          | 6–3, 4–6, 6–1       |
| 2002 | Amir Hadad Martín Vassallo Argüello | Brandon Coupe Brandon Hawk            | 6–4, 6–4            |
| 2001 | Brandon Hawk Robert Kendrick        | Kelly Gullett Gavin Sontag            | 7–5, 7–5            |
| 2000 | Bob Bryan Mike Bryan                | Kevin Kim Luke Smith                  | 6–4, 3–6, 6–4       |
| 1999 | Michael Hill Scott Humphries        | Harel Levy Lior Mor                   | 7–6, 1–6, 7–5       |
| 1998 | Bob Bryan Mike Bryan                | Adam Peterson Chris Tontz             | 6–4, 6–4            |
| 1997 | Sébastien Leblanc Jocelyn Robichaud | David Caldwell Adam Peterson          | 7–6, 6–4            |
| 1996 | Sébastien Leblanc Jocelyn Robichaud | Neville Godwin Geoff Grant            | 7–6, 6–7, 7–5       |
| 1995 | Sébastien Leblanc Brian MacPhie     | Bill Barber Ari Nathan                | 6–3, 6–2            |
| 1994 | Brian MacPhie Alex O'Brien          | Donny Isaak Michael Roberts           | 6–2, 7–6            |
| 1993 | Gilad Bloom Christian Saceanu       | Cristiano Caratti Grant Doyle         | 7–5, 6–3            |
| 1992 | Paul Annacone Alex O'Brien          | Miguel Nido Peter Nyborg              | 6–4, 4–6, 7–5       |
| 1991 | Nduka Odizor Bryan Shelton          | Miguel Nido Fernando Roese            | 6–4, 6–3            |
| 1990 | Jeff Brown Scott Melville           | Matt Anger Marius Barnard             | 6–7, 6–4, 6–4       |
| 1989 | Steve DeVries Ted Scherman          | Bryan Shelton Kenny Thorne            | 6–3, 1–6, 6–2       |
| 1988 | Jeff Klaparda Peter Palandjian      | Ed Nagel Jeff Tarango                 | 6–3, 6–4            |